# Дембица
Дембица (пољ. Dębica) град је у Пољској у Војводству поткарпатском. По подацима из 2012. године број становника у месту је био 47 180.
.

## Становништво
| 2012.  |
| ------ |
| 47 180 |

## Партнерски градови
- Капувар
- Puurs
- Сирет
- Свиштов
- Svishtov Municipality
- Аугустов